# 1920 aux Pays-Bas
Chronologie des Pays-Bas
- 1916
- 1917
- 1918
- 1919
- 1920
- 1921
- 1922
- 1923
- 1924

Cet article présente les faits marquants de l'année 1920 aux Pays-Bas.

## Décès
- 23 avril : Jan Mankes, peintre néerlandais (° 15 août 1889).
- 19 août : Eduard Frankfort, peintre néerlandais (° 21 juin 1864).
- 8 novembre : Abraham Kuyper, théologien et homme politique néerlandais (° 29 octobre 1837).
- 31 décembre : Albert Roelofs, peintre, aquafortiste, lithographe, dessinateur et aquarelliste néerlandais (° 5 septembre 1877).